# История Якутска
История Якутска — столицы и крупнейшего города в республике Якутия, начинается когда Пётр Бекетов в 1632 году заложил начало Ленскому острогу.

## До прихода русских
Первые следы человека на территории современного Якутска были обнаружены в 20,5-10 тысяч лет назад. Также на территории города было найдено более 200 различных стоянок, поселений, захоронений и других археологических памятников. Самая древняя из стоянок это Юбилейная. По легенде именно на территории современного городского округа поселились Эллэй Боотур и Омогой Бай, которые считаются прародителями якутов. Согласно археологической точкой зрения, якуты заселили долину Туймаада в XIII—XVI веках, об этом говорит наличие древних поселений, таких как: Зерновая-II, Орбита-16 и Владимировка-IV, данные поселения относятся к кулун-атахской археологической культуре, которая связана с предками якутов.

## Основание Ленского острога

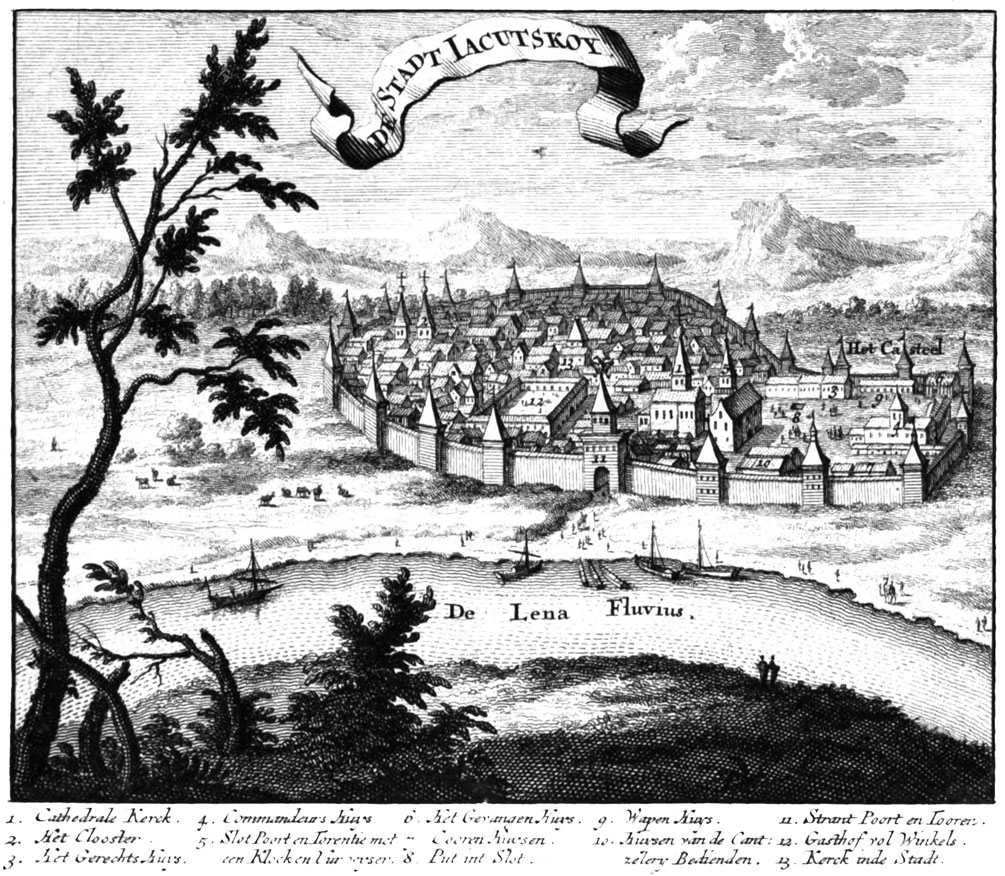
вид Якутска в конце 17 века

25 сентября 1632 года группа енисейского сотника Петра Бекетова, исследовав берега реки Лена, заложила на земле борогонских якутов Ленский острог на правом берегу реки в 70 км от центра современного Якутска ниже по течению. Острог почти всегда был малочисленным, гарнизон острога насчитывал 30 казаков. В 1634 году острог был подвергнут осаде со стороны якутов. В 1635 году местным казакам было получено право называться якутскими казаками. В 1638 году стал центром для новообразованного якутского воеводства, основанным в том же остроге. В 1642—1643 годах острог был перенесен на современное в долине туймаада.
В XVIII веке Якутск являлся пунктом отправки, откуда начинались известные походы известных и отважных русских землепроходцев и мореходов, которые прославили себя очень важными географическими открытиями: Михаила Стадухина, Семена Дежнева, Владимира Атласова, Ивана Москвитина, Василия Пояркова, Ерофея Хабарова. В «Чертёжной Книге Сибири» Семена Ремезова было представлено одно из старейших известных изображений Якутска, которое было представлено в следующем виде : снизу рисунка находится овальное место, обнесённое тыном, с колокольней слева и небольшим количеством церквей внутри; в середине рисунка идёт стена с тремя башнями, из коих две по концам, а одна посередине; сверху рисунка, как бы параллельно этой стене, вторая такая же стена, но уже с пятью башнями, из которых одна высокая, с орлом на спице, посередине, а остальные четыре по две с каждого конца, крайние из них показаны рублеными из дерева. Среди этой стены идёт, приблизительно восьмиугольником, частокол, который охватывает собою, судя по характеру построек, основную часть города. Данный чертёж сделан лишь на основании показаний различных других лиц, поэтому не может считаться точным изображением Якутска; он лишь даёт понять только приблизительное представление о внешнем виде тогдашнего города.

## начало XVIII века — начало XX века
Якутск, являлся военно-административным и торговым центром всего Ленского края и с 1708 года был подчинён к учреждённой Сибирской губернии, а уже с 1822 года — Восточно-Сибирскому генерал-губернаторству.
В Якутске был обнаружен корпус письменных документов, в том числе 14 берестяных грамот, написанных чернилами скорописью XVII века (числа в них проставлены буквами. По предположению археологов, они принадлежат к архиву воеводской канцелярии, утраченному в ходе пожара 1700 года. В одном из фрагменте говорится о сборе ясака), надписи на бочках (на трёх бочках они выполнены чернилами, на одной – вырезаны). Также нашли бумажное письмо-обращение в адрес архимандрита Феофана, который был настоятелем Спасского монастыря в Якутске в период с 1714 по 1719 годы.
В 1822 году Якутск стал областным городом, а с 1851 года Якутия получает статус самостоятельной области уже на правах губернии с административным центром в Якутске.
Особо активное развитие Якутска в 1907—1913 годах связывают с периодом губернаторства И. И. Крафта. Тогда в городе были построены электростанция, телефонная станция, открылся музей, а также был основан отдел Императорского географического общества. 9 августа 1898 года открылась бесплатная для всех желающих библиотека.

## В годы гражданской войны
В Якутской области было довольно немало вооружённых сражений в годы Гражданской войны. 30 июня 1918 года в Якутске произошла первая попытка взятия города красными, в результате данной стычки в Якутии была отчасти установлена советская власть. Но спустя полтора месяца, 5 августа 1918 года, советская власть была снова распущена. Было восстановлено областное управление и земское управление. 6 августа земская управа во главе с В. В. Никифоровым отменила все декреты советской власти. Во время большевистского мятежа, который проходил в ночь с 14 на 15 декабря 1919 года местная якутская команда стрелков под командованием Н. Т. Романченко свергла правительство Никифорова и вновь провозгласила советскую власть. В 1922 году белый генерал Анатолий Пепеляев предпринял попытку наступление на Якутск, чтобы в дальнейшем начать наступление в Сибирь и провозгласить там Сибирскую республику, это стало одним из последних эпизодах Гражданской войны в России, но 14 февраля 1923 года дружина Пепеляева была остановлена красным отрядом Ивана Строда в урочище Сасыл-Сысыы, недалеко от села Амга. В российской истории эта битва получила название «Ледовая осада», так как в очень жестких условиях и сильных якутских морозов, проходила битва между обороняющими подступы к Якутску красными бойцами под командованием Ивана Строда и рейдовой дружиной белого сибирского генерала Анатолия Пепеляева. После сражений у Амги было разгромлено последнее крупное воинское соединение белых на территории РСФСР. сам генерал отступил обратно к побережью Охотского моря и попал в плен.